# Agnesiotis
Agnesiotis là một chi bọ cánh cứng trong họ Belidae.

## Các loài
- Agnesiotis pilosula Pascoe, 1870